# أوكسفورد (كونيتيكت)
أوكسفورد (بالإنجليزية: Oxford, Connecticut)‏ هي بلدة أمريكية تقع في الولايات المتحدة في كونيتيكت. يقدر عدد سكانها بـ 12,683 نسمة ومساحتها 86.3 كم2 و وترتفع عن سطح البحر 215 متر.

## أعلام
- أوسكار هاركر
- داني إيكن
- جون ليمان تشافيلد